# Cantó de Ledinhan
El cantó de Ledinhan és un cantó del departament francès del Gard, situat al districte d'Alès. Té 12 municipis i el cap cantonal és Ledinhan.

## Municipis
- Aigremont
- Bocoiran e Nosièira
- Cardet
- Cassinhòlas
- Daumeçargues
- Ledinhan
- Lesan
- Maruèjols de Gardon
- Maçanas
- Maureçargues
- Sent Beneset
- Sent Jan de Sèrres